# História da dengue no Brasil
A história da dengue no Brasil está relacionada à disseminação do Aedes aegypti, mosquito transmissor da doença, cujas origens remontam ao continente africano. A introdução desse vetor no território brasileiro ocorreu durante o período colonial, facilitada pelo comércio transatlântico e pelo tráfico de pessoas escravizadas. Embora os primeiros registros clínicos da dengue no Brasil sejam do final do século XIX, sua presença no país provavelmente antecede essa data. Ao longo do século XX, a doença tornou-se um crescente problema de saúde pública, agravado pelo processo de urbanização e pela reintrodução do mosquito após tentativas de erradicação. No século XXI, a dengue se consolidou como uma das principais arboviroses no Brasil, com epidemias recorrentes e desafios contínuos para seu controle.
O Aedes aegypti, o mosquito transmissor de arboviroses como dengue, chikungunya, zika e febre amarela urbana, tem uma longa história de interação com os seres humanos. Originário da África, o mosquito expandiu-se para as regiões tropicais e subtropicais durante o período das Grandes Navegações, entre os séculos XVI e XVIII. Navios mercantes e de transporte de escravizados foram os principais meios de disseminação do inseto, cujos ovos são altamente resistentes e podem sobreviver por até um ano em condições secas.

## Origem e disseminação no período colonial
O Aedes aegypti é um mosquito originário da África, cuja dispersão global ocorreu a partir do século XVI, durante o período das Grandes Navegações. Navios mercantes e negreiros foram os principais meios de transporte do inseto para as Américas, uma vez que seus ovos são resistentes e podiam sobreviver por longos períodos em barris e recipientes com água.
No Brasil colonial, apesar da presença documentada do mosquito, não há registros específicos de surtos de dengue. No entanto, as condições sanitárias precárias e o intenso fluxo comercial nos portos brasileiros criaram um ambiente favorável à disseminação de arboviroses. A febre amarela, por exemplo, teve surtos documentados a partir do século XVII, o que indica que o Aedes aegypti já estava presente no país.

## Primeiros registros da dengue no Brasil

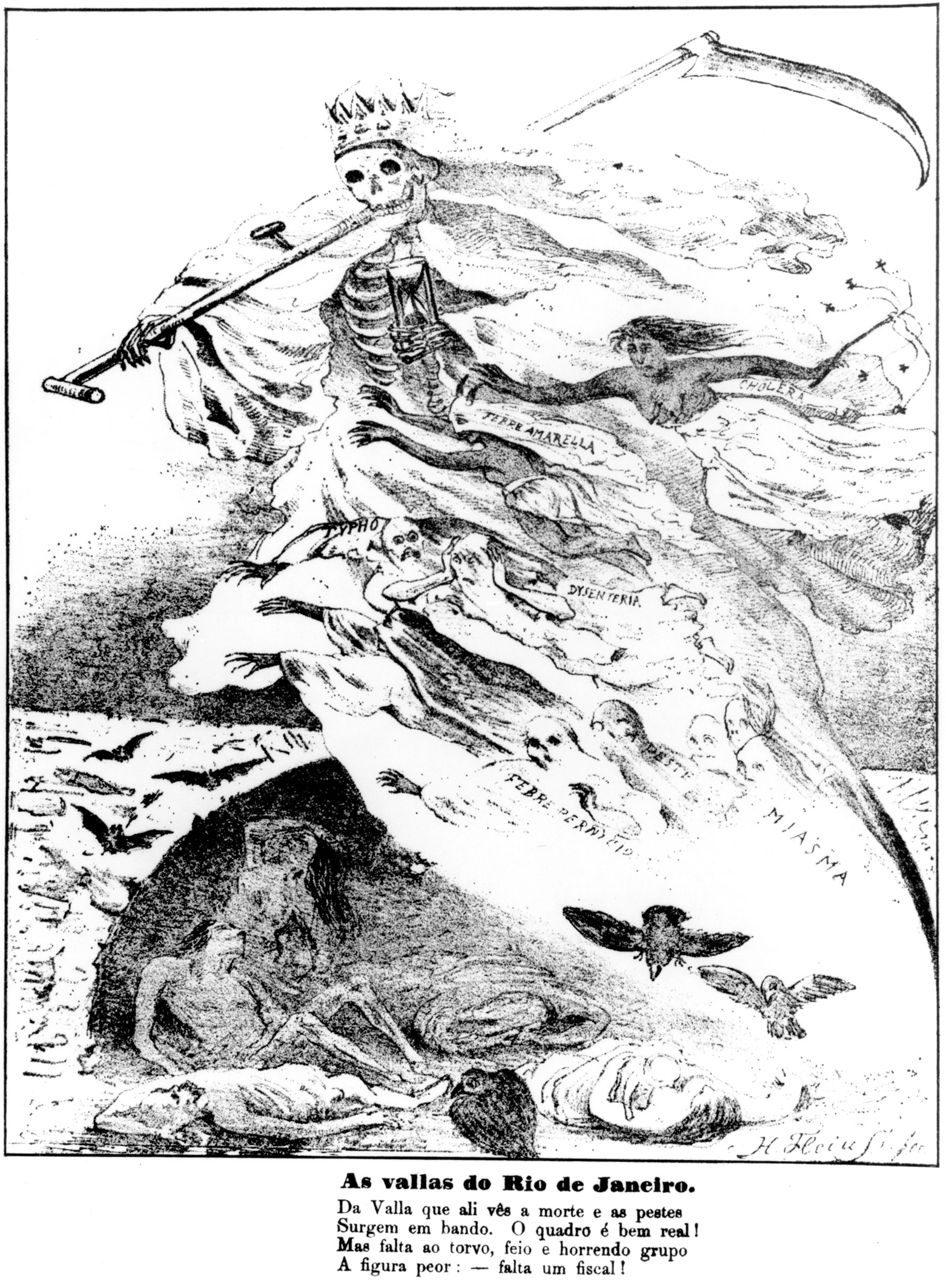
Charge sobre as várias epidemias que assolavam a cidade do Rio de Janeiro com o título As vallas do Rio de Janeiro, Casa de Oswaldo Cruz.

No Brasil, os primeiros relatos de doenças relacionadas ao Aedes aegypti datam do século XIX. Em 1850, ocorreu a primeira grande epidemia de febre amarela no Rio de Janeiro, atingindo cerca de um terço da população da cidade. A dengue, por sua vez, teve registros mais tardios, sendo relatada pela primeira vez em Curitiba, no final do século XIX, e em Niterói, no início do século XX. A relação entre o mosquito e a febre amarela foi cientificamente estabelecida no início do século XX, quando Oswaldo Cruz liderou campanhas para erradicar o vetor no Rio de Janeiro. Estruturadas em moldes militares, essas campanhas enfrentaram resistência popular, mas tiveram êxito em reduzir drasticamente os casos da doença. Em 1955, como resultado de medidas intensivas de controle, o Brasil foi declarado livre do Aedes aegypti. Contudo, a falta de continuidade nas políticas públicas permitiu a reintrodução do mosquito na década de 1970.

## Erradicação e reintrodução do Aedes aegypti
Com o avanço das pesquisas sobre vetores de doenças, a relação entre o Aedes aegypti e a febre amarela foi confirmada no início do século XX. Esse conhecimento levou à implementação de campanhas de erradicação do mosquito, sendo a mais notória conduzida por Oswaldo Cruz no Rio de Janeiro. Essas medidas reduziram significativamente a população do vetor, resultando na erradicação do Aedes aegypti do Brasil em 1955, conforme certificado pela Organização Pan-Americana da Saúde. Entretanto, a falta de continuidade nas políticas de controle e o aumento da urbanização desordenada facilitaram a reintrodução do mosquito na década de 1970. A partir desse período, novos surtos de dengue começaram a ser registrados, com maior frequência e gravidade.

## Redescobertas científicas
Pesquisas realizadas por cientistas como Antonio Gonçalves Peryassú, do Instituto Oswaldo Cruz, no início do século XX, contribuíram significativamente para o entendimento da biologia do Aedes aegypti. Em sua obra Os Culicídeos do Brasil, Peryassú descreveu aspectos como a resistência dos ovos à dessecação, a produtividade de criadouros e a relação entre a densidade populacional humana e a infestação pelo mosquito. Essas descobertas continuam a orientar estratégias de controle do vetor até hoje. A urbanização desordenada, a falta de saneamento básico e o acúmulo de materiais não biodegradáveis contribuíram significativamente para a proliferação do mosquito. Além disso, o aquecimento global tem expandido o alcance geográfico do Aedes aegypti, permitindo que ele colonize regiões anteriormente inóspitas.

## Perspectivas futuras

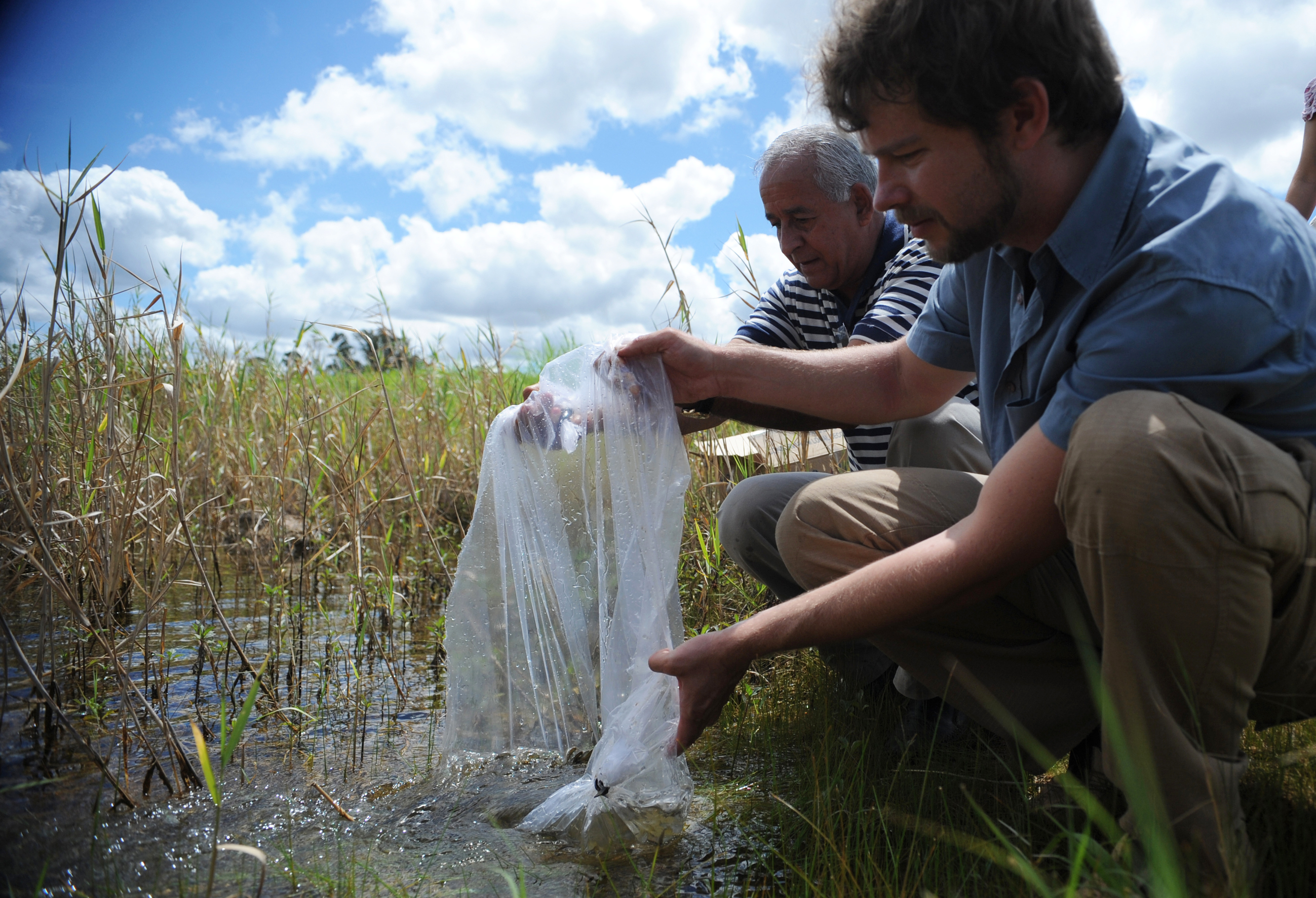
Agentes de saúde pública liberando P. reticulata para desova em um lago artificial no bairro Lago Norte de Brasília, Brasil, como parte de um esforço de controle de vetores.

Segundo o infectologista Antônio Carlos Bandeira, em uma reportagem em 2024, a erradicação completa do Aedes aegypti é considerada impraticável. Esforços concentram-se no desenvolvimento de métodos inovadores de controle, como mosquitos geneticamente modificados, o uso da bactéria Wolbachia para reduzir a capacidade de transmissão de vírus e o aprimoramento de vacinas contra arboviroses.
O Aedes aegypti, que há séculos acompanha o deslocamento humano e adapta-se às condições urbanas, continua a ser um dos maiores desafios de saúde pública no Brasil e no mundo. A compreensão de sua história e biologia é essencial para enfrentá-lo de maneira eficaz.